# Josef Uridil
Josef Uridil (ur. 24 grudnia 1895 w Ottakring, zm. 20 maja 1962) – austriacki piłkarz, napastnik.
W lidze zagrał 106 razy i strzelił 127 bramek. W pucharze w 11 meczach zdobył 12 goli. W reprezentacji Austrii ma bilans 8 meczów i 8 goli. Czterokrotnie z Rapidem Wiedeń zdobywał mistrzostwo Austrii, dwukrotnie puchar Austrii oraz trzykrotnie był królem strzelców ligi austriackiej. W 1999 roku został mianowany do jedenastki stulecia. Oprócz Rapidu występował w zespołach Blue Star, First Vienna FC i AS Bari. W latach 1953-1954 trenował Rapid i raz zdobył z nim mistrzostwo.